# Sicarius nicoleti
Sicarius nicoleti är en spindelart som först beskrevs av Eugen von Keyserling 1880.  Sicarius nicoleti ingår i släktet Sicarius och familjen Sicariidae. Inga underarter finns listade i Catalogue of Life.